# Sabine Werth
Sabine Werth (geboren 16. Januar 1957 in Ost-Berlin) ist eine deutsche Sozialpädagogin, Unternehmerin sowie Mitbegründerin und ehrenamtliche Vorsitzende der Berliner Tafel e.V., die Lebensmittel-Spenden an Bedürftige verteilt.

## Leben und Leistungen
Sabine Werth wurde in Ost-Berlin geboren. Noch vor dem Bau der Mauer im Jahre 1961 flüchtete ihre Familie nach West-Berlin, wo Sabine Werth fortan aufwuchs und lebte. Sie studierte Sozialarbeit an der Evangelischen Fachhochschule Berlin und schloss ihr Studium als Sozialpädagogin ab.
Im Jahr 1987 gründete Sabine Werth das erste private Familienpflegeunternehmen.
1993 gründete Sabine Werth mit ihrer Initiativgruppe Berliner Frauen e.V. die Berliner Tafel, nach deren Vorbild inzwischen 960 Tafeln in ganz Deutschland entstanden. Etwa 125.000 Menschen profitieren monatlich in Berlin von der Unterstützung.
1995 entstand unter Initiative von Sabine Werth der Bundesverband Deutsche Tafel e.V. Von 1995 bis 1996 und von 2000 bis 2002 war sie jeweils dessen Bundesvorsitzende. Seit 2002 vertritt sie als Ländervertreterin Berlin und Brandenburg.
2004 initiierte sie mit den Kirchen und dem Rundfunk Berlin-Brandenburg das Projekt LAIB und SEELE.
Zum Wintersemester 2005/06 wurde Sabine Werth als Lehrbeauftragte an die Evangelische Fachhochschule Berlin berufen. Sie unterrichtet die Themen Ehrenamt und Sozialarbeit.
Sabine Werth ist für die Medien gefragte Gesprächspartnerin für die Themen Armut, Bedürftigkeit und sozialer Zusammenhalt.

## Auszeichnungen
Für ihre ehrenamtliche Arbeit wurde Sabine Werth 1996 mit dem Verdienstorden des Landes Berlin und 2003 mit dem Bundesverdienstkreuz am Bande ausgezeichnet. 2018 wurde ihr der Europäische Sozialpreis zu Eschweiler verliehen. Im November 2019 erhielt sie den Preis für das Lebenswerk beim Take Off Award, dem Preis für das Deutsche Ehrenamt. 2023 wurde sie mit dem Bundesverdienstkreuz 1. Klasse ausgezeichnet.